# جهانگیر شهدادی
جهانگیر شهدادی (متولد ۱۳۲۲ نائين، ايران) نقاش، معمار، مجسمه ساز، نویسنده مقاله‌ها و کتاب‌های متعددی با موضوع هنر ایران و غرب است.
او بیشتر از چهل سال به تجربه عملی و نظری در رشته‌های گوناگون هنرهای دیداری پرداخته‌است.
زندگی هنریِ جهانگیر شهدادی جستجویی پیگیر و مداوم در میدان هنرهای دیداری بوده‌است. بازتابِ این جستجو بیشتر در آثار نقاشی او دیده می‌شود. این آثار، برخلاف آنچه متداول است، از لحاظ مضمون، سبک، جنسیت و مواد از تنوع بسیاری برخوردارند. او معتقد است تنوع گویایِ آزادیِ ذهنی یک هنرمند است. در جواب تنوع در کارش، در مصاحبه‌ای می‌گوید: «من در هر دوره‌ای کار را بسیار حسی شروع می‌کنم، برای همین مثل ورزشکاری که دارد خودش را گرم می‌کند چند کار اول احتمالاً یا معمولاً ادامه دوره قبلی است. مدتی می‌گذرد تا به جایی می‌رسم که به نظر خودم کارِ جدی شروع می‌شود. [...] آن‌وقت اتفاقی می‌افتد، بستگی دارد که ذهنم روی چه چیزی تمرکز کرده باشد. در کارهایی روی ساختمان تابلوی نقاشی تمرکز می‌کنم… یا گاهی روی موضوع تمرکز می‌کنم به این معنی که پس از آماده شدنِ ذهنم… آن‌قدر موضوع اهمیت پیدا می‌کند که برای بیانش ممکن است از دقیق‌ترین و حساس‌ترین تکنیک‌هایی که تجربه کرده‌ام استفاده کنم. بستگی به نوع جریان‌ها دارد که چه جور اتفاق بیفتد. خودم معتقدم نباید این حالت را از دست بدهم؛ یعنی فکر می‌کنم نمی‌خواهم یا شاید نمی‌توانم به یک فرم خاص یا یک نوع نقاشی خاص برسم و همیشه همان را ادامه بدهم. راضی نمی‌شوم که یک چیز را تکرار کنم.»
او از سال ۱۳۶۴ همه فعالیت‌های حرفه‌ای و هنری دیگر را (در رشته هایِ مجسمه‌سازی و معماری) کنار گذاشت تا تمام وقت خود را صرف هنر نقاشی کند. در این مورد می‌نویسد: «نخستین گام‌ها با تجربه و تمرین شیوه‌های نقاشی ایرانی و تجزیه و تحلیل آثار استادان شناخته شدهِ این هنر آغاز شد.» این زمانی است به پیروی از استادان بزرگ گذشته به آفرینش آثار گل و مرغ پراخت. «برای پیدا کردنِ میدان‌های بازتر و آزادتر، نقشهِ قالی‌های مشهور را بررسی و نمونه‌هایی را نیز بازسازی کردم.» برخی از این نقشه‌ها در حال اجراست. بعدها، دوره‌هایی را نیز به فراگیری مرمت آثار نقاشی گذراند چون این مهارت به او کمک می‌کرد به بررسی عمیق ترِ روش‌هایِ تکنیکی آثارِ اساتید بزرگ بپردازد.
بررسی عملی و نظریِ هنر غرب برای جهانگیر شهدادی، در اساس، از دوران دانشگاه شروع شد. او می‌نویسد: «شاید زمانی وارد دانشکده شدم که آخرین استادانِ آشنا با هنر ایران آنجا را ترک کردند. استادهای جدید گروه گروه از ایتالیا، فرانسه، انگلیس و آمریکا وارد شدند [...] که می‌خواستند از هر راهی که می‌شود علم هنر اروپایی را به جوان هایِ نایینی، بروجنی، مشهدی، اردبیلی، اصفهانی، شیرازی و غیره بفهمانند. از روی اتفاق من دو سال هنرجوی رشته نقاشی و دو سال هنرجوی آزادِ مجسمه‌سازی و شش سال دانشجوی رشته معماری در محضر چنین استادانی بودم.» این بررسی تا به امروز در هردو زمینه عملی و نظری، با هدف یافتن شیوه و نگرشی عام و معاصر در نقاشی ایرانی ادامه دارد…

## زندگی
جهانگیر شهدادی در ۱۳۲۲ در نایین به دنیا آمد. دوران کودکی را در آن منطقه، در شهرهای حاشیه کویر، زندگی کرد. گسترهٔ بی پایانِ دشت کویر، و رشته کوه‌هایی که در دوردست خط افق را می‌سازند، تصویرگر نخستین مناظر طبیعت در ذهن او بودند. بازتاب این مناظر در نخستین دورهٔ کار او، خاطرهٔ صور خیال آن دوران است که ردِ پایشان در نقاشی‌های منظرهٔ پس از آن دوران نیز دیده می‌شود.
در نوجوانی خانواده اش به اصفهان نقل مکان کردند. زندگی و رشد در اصفهان، این شهر تاریخی و هنریِ باشکوه، موجب وابستگیِ عمیق و پایدارِ جهانگیر به فرهنگ و هنر این دیار شد. طراحی‌های او از آثار معماری این شهر و نیز دوره‌ای از آثار نقاشی اش به نام گوشه‌های اصفهان بیان تصویری تأثیرهای مستقیم این شهر است.
در سال ۱۳۴۳ به دانشکده هنرهای زیبای دانشگاه تهران راه پیدا کرد و پس از دو سال تحصیل در رشتهٔ نقاشی به تحصیل در رشته مهندسیِ معماری پرداخت و در سال ۱۳۵۲ با مدرک فوق لیسانس و تقدیر نامه از این رشته فارغ‌التحصیل شد. در این مورد می‌گوید، «خوشحالم که معماری خواندم چون چیزهایی را که آرزو داشتم دربارهٔ نقاشی بدانم خیلی راحت‌تر فهمیدم. برای همین معماری هم جزو تخصص‌های نقاشی‌ام شد و زمانی‌که احساس کردم بس است، معماری را کنار گذاشتم. الآن حدود سی سال می‌شود.»
پس از دانشکده، جهانگیر به‌طور جدی تر به گسترش و پیشرفت تجربه‌های خود در نقاشی، مجسمه‌سازی و معماری ادامه داد. حاصل این دوره، جوایزی چند در مسابقه‌های مجسمه‌سازی بود، از جمله احراز مقام اول برای طرح و اجرای فرسک دیواری، ماشین سازی اراک (۱۳۵۴) و به دنبال آن در ۱۳۵۶، احراز مقام اول برای طرح و اجرای مجسمه فواره میدان منوچهری از طرف سازمان زیباسازی شهر تهران.
از سال ۱۳۶۴ تا ۱۳۶۷، همزمان با بررسی هنر مدرن غربی، در ادامه کاوش همیشگی برای یافتن هویت در کار هنری‌اش، به اسلوبی شخصی رسید که کارشناسان آن را «مکتب جهانگیر» نامگذاری کردند و این عنوان روی این دوره از کارهایش باقی‌ماند.
همرمان با جستجو در هنر ایران در این دوره، جهانگیر به نقاشی چندین اثرِ گل و مرغ و طرح قالی، با برداشتی شخصی، مشغول شد که به پژوهش و انتشار کتاب گل و مرغ، دریچه‌ای بر زیباشناسی ایرانی در سال ۱۳۸۴ختم گردید. در پیشگفتار این کتاب می‌نویسد: «در بررسی آثار تصویریِ قرن یازدهم قمری تا آخر دوران قاجار، دیدن گل و مرغ بر روی زمینه‌های متفاوت یا در محل‌های گوناگون توجهم را جلب کرد. پس از آن با آثار نقاشیِ «گل و مرغ» آشنا شدم. [...] همین توجه و آشنایی دلیل شروع کار عملی و نظری بر روی این موضوع شد که در ابتدا جدا از کار پژوهشی به نظر می‌رسید. با گذشت زمان متوجه سؤالی شدم که در ذهنم شکل می‌گرفت و بارها نیز آشنایان اندیشمندی که این گونه آثار را دیده بودند می‌پرسیدند: ’گل و مرغ چیست؟ ‘»
از سال ۱۳۶۷ تا ۱۳۸۱ جهانگیر در دوبی، امارات متحده عربی زندگی کرد، جایی که همسرش در دانشگاه تکنولوژی دوبی به گسترش حرفه خود در آموزش مشغول کار شد. همزمان با دنبال کردنِ راهی که انتخاب کرده بود، تجربه شخصیِ جهانگیر از کویر بر تپه‌های شنی شبه جزیره عربستان گسترده شد. این دوره یکی از پربارترین و فعال‌ترین دوره‌های کار هنری او بود. او روی مضمون‌ها و روش‌های گوناگونی کار کرد، ولی شاخص سبک کار این دوره اش آثار پرتحرکی است که شور زندگی در آن موج می‌زند. این تحرک در کارهای غیر فیگوراتیو این دوره نیز دیده می‌شود.
در سفرهایش به ایران در این دوره، جهانگیر شهدادی علاوه بر نمایش آثارش در نمایشگاه‌های انفرادی، گروهی و بی ینالها، اغلب به برگزاری سخنرانی در دانشکده‌های هنر نیز دعوت می‌شد. در یکی از این سفرها، در پاییز ۱۳۷۶، برای معرفی آثار مدرن ایران و هنرمندان آن به هنردوستان و هنرمندان اصفهانی، نمایشگاه عظیمی از آثار نقاشان و مجسمه سازان مشهورِ معاصر ایرانی را در دو گالری کلاسیک و کوثر اصفهان ترتیب داد. این حرکت فرهنگی را «پل اصفهان» نامید. در طی نمایشگاه‌ها، سخنرانی‌هایی نیز دربارهٔ هنر ایران و غرب توسط اساتید هنر در موزه هنرهای معاصر اصفهان برگزار کرد.
آثار نقاشیِ دورهٔ اخیر جهانگیر شهدادی حاصل چند دهه تجربه عملی و نظری را بر زمینه‌ای سیاه یا سفید نمایش می‌دهد. نقاشی در فضایی بدون زمان و مکان، سهل و ممتنع خود را بر صفحه بوم نمودار می‌سازد. فضایی پر رمز و راز که تجربه هایِ ویژه و مشترک انسانی را در لامکان نشان می‌دهد.

## انتشارات

### کتاب
| سال  |                                                                                        | ناشر                 |
| ---- | -------------------------------------------------------------------------------------- | -------------------- |
| ۱۳۸۲ | دانش سری، راز اعتلای نقاشی اروپا از رنسانس تا قرن بیستم (بر اساس کتابی از دیوید هاکنی) | انتشارات کتاب خورشید |
| ۱۳۸۴ | گل و مرغ، دریچه‌ای بر زیباشناسی ایرانی                                                  | انتشارات کتاب خورشید |
| ۱۳۹۵ | تابلوهای نوشتنی (مجموعه داستان‌های كوتاه)                                               | انتشارات کتاب مهناز  |

### مقاله
۱۳۸۳ «هویت در نقاشی»، مدخلی بر نمایشگاه هنرمندان ایرانی در پاریس، انتشار در بروشورِ نمایشگاه ۱۳۷۷ «تنوع و هویت فرهنگی»، مدخلی بر نمایشگاه هنرمندان ایرانی، انتشار در بروشور نمایشگاه، گالری کورت یارد، دوبی، امارات ۱۳۷۶ مدخلی بر نمایشگاه گروهیِ «پل اصفهان»، انتشار در بروشورِ نمایشگاه‌ها ۱۳۷۴ مقاله «امکان بررسی اهمیت نفاشی دوران قاجار»، انتشار در نمایشگاه انفرادی در گالری گلستان و نمایشگاه‌های «پل اصفهان» ۱۳۷۴ مقاله «پدیده‌های مشکوک در هنر معاصر» انتشار در نمایشگاه انفرادی «بعد از قاجار»، گالری گلستان و نمایشگاه‌های «پل اصفهان» ۱۳۷۴ مقاله «نقاش می‌گوید:» انتشار در نمایشگاه انفرادی «بعد از قاجار»، گالری گلستان و نمایشگاه‌های «پل اصفهان» مهرماه ۱۳۷۴ مدخلی بر نمایشگاه سید حسن سلطانی، گالری برگ آبانماه ۱۳۷۴ مدخلی بر نمایشگاه همایون سلیمی، گالری برگ آبانماه ۱۳۷۳ «نقد و بررسیِ نقاشی هایِ محمد ابراهیم جعفری،» گالری گلستان، تهران ۱۳۷۳ «هویت در نقاشی ایرانی»، انتشار در نشریهٔ نقش، موزه هنرهای معاصر تهران ۱۳۶۵ «حلقهٔ گمشده» انتشار در نمایشگاه انفرادی «بعد از قاجار»، گالری گلستان و نمایشگاه‌های «پل اصفهان»

## فعالیت‌ها
• ۱۳۷۶ بنیان‌گذار و مسئول اجرایی نمایشگاه‌ها و سخنرانی‌هایِ "پل اصفهان" با همکاری اداره کل فرهنگ و ارشاد اسلامی استان اصفهان، موزه هنرهای معاصر، گالری کلاسیک و گالری کوثر
• ۱۳۸۳ عضو شورای بررسی "الویت های پژوهشی در هنرهای تجسمی و کاربردی"، پژوهشگاه فرهنگ، هنر و ارتباطات وزارت فرهنگ و ارشاداسلامی، تهران